# Primera Federación 2023-24
La temporada 2023-24 de la Primera Federación de fútbol corresponde a la tercera edición de este campeonato que ocupa el tercer nivel en el Sistema de ligas de fútbol de España. Dio comienzo el 26 de agosto de 2023 y terminó el 25 de mayo de 2024. Posteriormente se disputa la promoción de ascenso en junio.

## Sistema de competición
Participan cuarenta clubes, encuadrados en dos grupos de veinte equipos, según criterios de proximidad geográfica.
Se enfrentan en cada grupo todos contra todos en dos ocasiones -una en campo propio y otra en campo contrario- durante un total de 38 jornadas. El orden de los encuentros se decidió por sorteo antes de empezar la competición. La Real Federación Española de Fútbol será la responsable de designar las fechas de los partidos y los árbitros de cada encuentro, reservando al equipo local la potestad de fijar el horario exacto de cada encuentro.
El ganador de un partido obtiene tres puntos, el perdedor cero puntos, y en caso de empate hay un punto para cada equipo.
Al término del campeonato los campeones de cada grupo ascienden de forma directa a Segunda División y los clasificados entre el segundo y el quinto lugar disputan la promoción de ascenso. Los emparejamientos se realizarán enfrentando al segundo de un grupo con el quinto del otro y el tercero contra el cuarto. Esta promoción tiene formato de eliminación directa a doble partido, con prórroga si es necesario, y en caso de empate se clasifica el que mejor puesto haya obtenido en la liga regular; los duelos entre equipos con el mismo puesto durante la fase regular se decidirán por penaltis. Los dos vencedores de las dos eliminatorias finales también ascienden a Segunda División.
Los cinco últimos equipos clasificados de cada grupo descienden directamente a Segunda Federación.

## Equipos participantes
| Equipo                       | Ciudad                | Estadio                         | Capacidad | Entrenador                | Capitán         |
| ---------------------------- | --------------------- | ------------------------------- | --------- | ------------------------- | --------------- |
| C. D. Alcoyano               | Alcoy                 | Estadio El Collao               | 4 850     | Vicente Parras            |                 |
| Algeciras C. F.              | Algeciras             | Estadio Nuevo Mirador           | 7 200     | Lolo Escobar              |                 |
| Antequera C. F.              | Antequera             | Estadio El Maulí                | 4 500     | Javier Medina             |                 |
| C. D. Arenteiro              | Carballino            | Estadio municipal de Espiñedo   | 2 000     | Javi Rey                  |                 |
| C. D. Atlético Baleares      | Palma de Mallorca     | Estadio Balear                  | 4 200     | Tato                      |                 |
| Atlético de Madrid "B"       | Madrid                | Estadio Cerro del Espino        | 3 865     | Luis García Tevenet       |                 |
| Atlético Sanluqueño          | Sanlúcar de Barrameda | Estadio El Palmar               | 5 000     | Antonio Iriondo           |                 |
| Barça Atlètic                | Barcelona             | Estadio Johan Cruyff            | 6 000     | Rafa Márquez              |                 |
| C. D. Castellón              | Castellón de la Plana | Nou Castalia                    | 15 500    | Dick Schreuder            |                 |
| R. C. Celta de Vigo "B"      | Vigo                  | Campo municipal de Barreiro     | 1 171     | Claudio Giráldez          |                 |
| A. D. Ceuta F. C.            | Ceuta                 | Estadio Alfonso Murube          | 6 500     | José Juan Romero          |                 |
| Córdoba C. F.                | Córdoba               | Estadio Nuevo Arcángel          | 21 822    | Iván Ania                 | Kike Márquez    |
| U. E. Cornellà               | Cornellá de Llobregat | Nou Estadi de Palamós           | 3 724     | Gonzalo Riutort           |                 |
| Cultural Leonesa             | León                  | Estadio Reino de León           | 13 451    | Raúl Llona                | Julen Castañeda |
| R. C. Deportivo de La Coruña | La Coruña             | Estadio Abanca-Riazor           | 32 490    | Imanol Idiakez            | Lucas Pérez     |
| C. F. Fuenlabrada            | Fuenlabrada           | Estadio Fernando Torres         | 5 400     | Carlos Martínez           |                 |
| Gimnàstic de Tarragona       | Tarragona             | Nou Estadi Costa Daurada        | 14 591    | Dani Vidal                | Joan Oriol      |
| U. D. Ibiza                  | Ibiza                 | Can Misses                      | 6 000     | Guillermo Fernández Romo  |                 |
| C. F. Intercity              | Alicante              | Estadio Antonio Solana          | 2 500     | Alejandro Sandroni        |                 |
| Linares Deportivo            | Linares               | Linarejos                       | 10 000    | Óscar Fernández           |                 |
| S. D. Logroñés               | Logroño               | Estadio Las Gaunas              | 16 000    | Aitor Larrazabal          |                 |
| C. D. Lugo                   | Lugo                  | Anxo Carro                      | 7 114     | Pedro Munitis             |                 |
| Málaga C. F.                 | Málaga                | Estadio La Rosaleda             | 30 044    | Sergio Pellicer           | Juande Rivas    |
| U. D. Melilla                | Melilla               | Estadio municipal Álvarez Claro | 10 000    | Juan Sabas                |                 |
| Mérida A. D.                 | Mérida                | Estadio Romano José Fouto       | 14 600    | David Rocha               |                 |
| Real Murcia C. F.            | Murcia                | Estadio Enrique Roca de Murcia  | 31 179    | Gustavo Munúa             |                 |
| C. A. Osasuna Promesas       | Pamplona              | Ciudad deportiva de Tajonar     | 4 000     | Santi Castillejo          |                 |
| S. D. Ponferradina           | Ponferrada            | Estadio El Toralín              | 8 432     | Íñigo Vélez               |                 |
| C. F. Rayo Majadahonda       | Majadahonda           | Estadio Cerro del Espino        | 3 865     | Carlos Cura               |                 |
| Real Madrid Castilla         | Madrid                | Alfredo Di Stéfano              | 6 000     | Raúl González             |                 |
| Real Sociedad "B"            | San Sebastián         | Instalaciones de Zubieta        | 3 000     | Sergio Francisco          |                 |
| Real Unión de Irún           | Irún                  | Stadium Gal                     | 5 500     | Iñigo Idiakez             |                 |
| Recreativo de Huelva         | Huelva                | Estadio Nuevo Colombino         | 21 670    | Abel Gómez                |                 |
| Recreativo Granada           | Granada               | Ciudad deportiva del Granada CF | 500       | Juan Antonio Milla        |                 |
| C. E. Sabadell               | Sabadell              | Nova Creu Alta                  | 11 908    | Óscar Cano                |                 |
| San Fernando C. D.           | San Fernando          | Estadio Bahía Sur               | 6 471     | Héctor Berenguel          |                 |
| Sestao River Club            | Sestao                | Campo municipal de Las Llanas   | 4 367     | Aitor Calle               |                 |
| S. D. Tarazona               | Tarazona              | Campo municipal de Tarazona     | 2 500     | Manuel Jesús Casas "Molo" |                 |
| C. D. Teruel                 | Teruel                | Estadio de Pinilla              | 5 000     | Víctor Bravo              |                 |
| Unionistas de Salamanca      | Salamanca             | Estadio municipal Reina Sofía   | 4 895     | Dani Ponz                 | Héctor Nespral  |

## Ascensos y descensos
| Pos.    | Ascendidos a 2.ª División |
| ------- | ------------------------- |
| 1º (I)  | Racing de Ferrol          |
| 1º (II) | S. D. Amorebieta          |
| 2º (I)  | A. D. Alcorcón            |
| 2º (II) | C. D. Eldense             |

| Pos. | Descendidos de 2.ª División |
| ---- | --------------------------- |
| 19.º | S. D. Ponferradina          |
| 20.º | Málaga C. F.                |
| 21.º | U. D. Ibiza                 |
| 22.º | C. D. Lugo                  |

| Descendidos a 2.ª Federación | Descendidos a 2.ª Federación     | Descendidos a 2.ª Federación | Descendidos a 2.ª Federación |
| Pos.                         | Equipo                           | Pos.                         | Equipo                       |
| ---------------------------- | -------------------------------- | ---------------------------- | ---------------------------- |
| 16º. (I)                     | C. D. Badajoz                    | 16.º (II)                    | C. D. Numancia               |
| 17º. (I)                     | U. D. San Sebastián de los Reyes | 17.º (II)                    | C. F. La Nucía               |
| 18.º (I)                     | R. B. Linense                    | 18.º (II)                    | U. D. Logroñés               |
| 19.º (I)                     | Pontevedra C. F.                 | 19.º (II)                    | C. D. Calahorra              |
| 20.º (I)                     | C. F. Talavera de la Reina       | 20.º (II)                    | Bilbao Athletic              |

| Ascendidos de 2.ª Federación | Ascendidos de 2.ª Federación | Ascendidos de 2.ª Federación | Ascendidos de 2.ª Federación |
| Pos.                         | Equipo                       | Pos.                         | Equipo                       |
| ---------------------------- | ---------------------------- | ---------------------------- | ---------------------------- |
| 1.º (I)                      | C. D. Arenteiro              | 3.º (III)                    | S. D. Tarazona               |
| 1.º (II)                     | Sestao River                 | 2.º (IV)                     | Recreativo de Huelva         |
| 1.º (III)                    | C. D. Teruel                 | 3.º (IV)                     | Recreativo Granada           |
| 1.º (IV)                     | Antequera C. F.              | 4.º (IV)                     | Atlético Sanluqueño          |
| 1.º (V)                      | U. D. Melilla                | 2.º (V)                      | Atlético de Madrid "B"       |

## Árbitros
1. Alberola Rojas, Antonio
2. Alemán Pérez, Alexandre
3. Ávalos Martos, Albert
4. Bestard Servera, Luis
5. Brull Acerete, Gerard
6. Bueno Prieto, Fernando
7. Camacho Garrote, Manuel
8. Cambronero González, David
9. Campos Salinas, Juan Antonio
10. Cánovas García-Villarrubia, Álvaro
11. Conejero Sánchez, Guillermo
12. De Ena Wolf, Alonso
13. Díaz Escudero, Jorge
14. Domínguez Cervantes, Abraham
15. Escriche Guzmán, Sergio
16. Etayo Herrera, Gorka
17. Expósito Jaramillo, Francisco Javier
18. Fernández Buergo, Carlos
19. Fernández Vidal, Francisco Javier
20. Fuente Martín, Alberto
21. García Gómez, Manuel
22. García Riesgo, Francisco
23. Godia Solé, Pol
24. González Paéz, Gonzalo
25. Gonzalo Sánchez, Roberto
26. Gordillo Escamilla, Juan Manuel
27. Holgueras Castellanos, Néstor
28. Huerta de Aza, Marta
29. Irurtzun Artola, Imanol
30. López Jiménez, David
31. López Parra, Álvaro
32. Mallo Fernández, Eder
33. Manrique Antequera, Juan Antonio
34. Martínez Montalbán, José David
35. Monterrubio Torres, Pablo
36. Morales Moreno, Pablo
37. Morilla Turrión, Alejandro
38. Muñiz Muñoz, Carlos
39. Muñoz Piedra, Pedro Eugenio
40. Muresan Muresan, Sergiu Claudiu
41. Ojaos Valera, Alejandro
42. Ortega Herrera, Francisco José
43. Palencia Caballero, Daniel
44. Pardeiro Puente, José Alberto
45. Pastoriza Iglesias, Daniel
46. Pérez Hernández, Manuel Ángel
47. Pérez Peraza, Víctor
48. Pozueta Rodríguez, Manuel
49. Ramo Andrés, Armando
50. Rodríguez Recio, Álvaro
51. Román Román, Fernando
52. Romero Freixas, Gonzalo
53. Ruipérez Marín, Rubén
54. Ruiz Álvarez, Jaime
55. Sánchez Sánchez, Antonio
56. Sánchez Villalobos, José Antonio
57. Tárraga Lájara, Jorge
58. Usón Rosel, Sergio
59. Velasco Arbaiza, Aimar

## Grupos

### Grupo I
| N.º | Com. autónoma       | Equipos                                                                     |
| --- | ------------------- | --------------------------------------------------------------------------- |
| 4   | Galicia             | C. D. Arenteiro R. C. Celta Fortuna R. C. Deportivo de La Coruña C. D. Lugo |
| 4   | Cataluña            | Barça Atlètic U. E. Cornellà Gimnàstic de Tarragona C. E. Sabadell F. C.    |
| 3   | País Vasco          | Real Unión de Irún Real Sociedad "B" Sestao River Club                      |
| 3   | Castilla y León     | Cultural Leonesa S. D. Ponferradina Unionistas de Salamanca C. F.           |
| 2   | Comunidad de Madrid | C. F. Rayo Majadahonda C. F. Fuenlabrada                                    |
| 2   | Aragón              | S. D. Tarazona C. D. Teruel                                                 |
| 1   | La Rioja            | S. D. Logroñés                                                              |
| 1   | Navarra             | C. A. Osasuna Promesas                                                      |

#### Clasificación
| Pos. | Equipo                              | Pts. | PJ | G  | E  | P  | GF | GC | Dif. |                                                     |
| ---- | ----------------------------------- | ---- | -- | -- | -- | -- | -- | -- | ---- | --------------------------------------------------- |
| 1    | R. C. Deportivo de La Coruña (A, C) | 78   | 38 | 22 | 12 | 4  | 63 | 27 | +36  | Ascenso a Segunda División y Copa del Rey           |
| 2    | Gimnástic de Tarragona              | 70   | 38 | 20 | 10 | 8  | 40 | 24 | +16  | Play-Offs Ascenso a Segunda División y Copa del Rey |
| 3    | Barça Atlétic                       | 70   | 38 | 21 | 7  | 10 | 59 | 41 | +18  | Play-Offs Ascenso a Segunda División                |
| 4    | R. C. Celta Fortuna                 | 65   | 38 | 19 | 8  | 11 | 67 | 38 | +29  | Play-Offs Ascenso a Segunda División                |
| 5    | S. D. Ponferradina                  | 64   | 38 | 17 | 13 | 8  | 38 | 26 | +12  | Play-Offs Ascenso a Segunda División y Copa del Rey |
| 6    | Cultural y Deportiva Leonesa        | 60   | 38 | 15 | 15 | 8  | 35 | 26 | +9   | Clasificación a Copa del Rey                        |
| 7    | Unionistas de Salamanca C. F.       | 58   | 38 | 15 | 13 | 10 | 40 | 29 | +11  | Clasificación a Copa del Rey                        |
| 8    | C. D. Arenteiro                     | 52   | 38 | 13 | 13 | 12 | 43 | 40 | +3   |                                                     |
| 9    | Real Sociedad "B"                   | 51   | 38 | 12 | 15 | 11 | 43 | 41 | +2   |                                                     |
| 10   | C. D. Lugo                          | 50   | 38 | 13 | 11 | 14 | 39 | 46 | −7   |                                                     |
| 11   | Sestao River Club                   | 45   | 38 | 11 | 12 | 15 | 38 | 47 | −9   |                                                     |
| 12   | C. A. Osasuna Promesas              | 45   | 38 | 11 | 12 | 15 | 47 | 53 | −6   |                                                     |
| 13   | S. D. Tarazona                      | 44   | 38 | 10 | 14 | 14 | 29 | 34 | −5   |                                                     |
| 14   | C. F. Fuenlabrada                   | 44   | 38 | 10 | 14 | 14 | 32 | 39 | −7   |                                                     |
| 15   | Real Unión de Irún                  | 43   | 38 | 11 | 10 | 17 | 46 | 53 | −7   |                                                     |
| 16   | C. E. Sabadell F. C. (D)            | 42   | 38 | 11 | 9  | 18 | 38 | 57 | −19  | Descenso a Segunda Federación                       |
| 17   | C. D. Teruel (D)                    | 38   | 38 | 6  | 20 | 12 | 31 | 41 | −10  | Descenso a Segunda Federación                       |
| 18   | U. E. Cornellà (D)                  | 35   | 38 | 8  | 11 | 19 | 30 | 44 | −14  | Descenso a Segunda Federación                       |
| 19   | S. D. Logroñés (D)                  | 35   | 38 | 9  | 8  | 21 | 27 | 55 | −28  | Descenso a Segunda Federación                       |
| 20   | C. F. Rayo Majadahonda (D)          | 27   | 38 | 5  | 15 | 18 | 28 | 51 | −23  | Descenso a Segunda Federación                       |

 Fuente: Resultados Fútbol
Notas:
1. ↑  El C. F. Rayo Majadahonda fue sancionado con tres puntos de penalización después de que la plantilla decidiera abandonar el partido ante el Sestao River Club. El equipo madrileño justificó su decisión argumentando la expresión de insultos racistas en contra del guardamenta Cheikh Sarr por parte de algunos aficionados del equipo vasco, a los que el portero senegalés respondió enfrentándose con uno de los espectadores.[3]

#### Evolución de la clasificación
| Jornada       | 1  | 2  | 3  | 4  | 5  | 6  | 7  | 8  | 9  | 10 | 11 | 12 | 13 | 14 | 15 | 16 | 17 | 18 | 19 | 20 | 21 | 22 | 23 | 24 | 25 | 26 | 27 | 28 | 29 | 30 | 31 | 32 | 33 | 34 | 35 | 36 | 37 | 38 |
| Equipo        |    |    |    |    |    |    |    |    |    |    |    |    |    |    |    |    |    |    |    |    |    |    |    |    |    |    |    |    |    |    |    |    |    |    |    |    |    |    |
| ------------- | -- | -- | -- | -- | -- | -- | -- | -- | -- | -- | -- | -- | -- | -- | -- | -- | -- | -- | -- | -- | -- | -- | -- | -- | -- | -- | -- | -- | -- | -- | -- | -- | -- | -- | -- | -- | -- | -- |
| Deportivo     | 10 | 2  | 6  | 7  | 7  | 12 | 14 | 16 | 13 | 11 | 12 | 11 | 10 | 11 | 10 | 10 | 7  | 6  | 6  | 5  | 5  | 5  | 3  | 3  | 2  | 1  | 1  | 1  | 1  | 1  | 1  | 1  | 1  | 1  | 1  | 1  | 1  | 1  |
| Gimnàstic     | 5  | 3  | 2  | 1  | 1  | 1  | 1  | 1  | 1  | 3  | 8  | 7  | 8  | 6  | 9  | 6  | 5  | 4  | 4  | 2  | 2  | 2  | 1  | 1  | 3  | 2  | 2  | 3  | 4  | 3  | 3  | 4  | 3  | 3  | 3  | 3  | 2  | 2  |
| Barça At.     | 17 | 10 | 15 | 13 | 8  | 8  | 12 | 11 | 8  | 6  | 4  | 2  | 5  | 4  | 5  | 5  | 6  | 7  | 7  | 7  | 6  | 6  | 6  | 4  | 4  | 5  | 4  | 2  | 2  | 2  | 2  | 2  | 2  | 2  | 2  | 2  | 3  | 3  |
| Celta Fortuna | 13 | 11 | 14 | 14 | 10 | 9  | 6  | 4  | 2  | 1  | 3  | 4  | 2  | 3  | 2  | 1  | 1  | 1  | 2  | 3  | 4  | 4  | 5  | 6  | 5  | 4  | 5  | 5  | 3  | 4  | 4  | 3  | 5  | 4  | 4  | 4  | 4  | 4  |
| Ponferradina  | 2  | 1  | 1  | 4  | 3  | 2  | 3  | 2  | 3  | 7  | 5  | 3  | 3  | 5  | 3  | 2  | 3  | 2  | 1  | 1  | 1  | 1  | 2  | 2  | 1  | 3  | 3  | 4  | 5  | 5  | 5  | 5  | 4  | 5  | 5  | 5  | 5  | 5  |
| Cultural      | 4  | 13 | 12 | 15 | 14 | 11 | 7  | 8  | 6  | 5  | 2  | 1  | 1  | 2  | 1  | 3  | 2  | 3  | 3  | 4  | 3  | 3  | 4  | 5  | 6  | 6  | 6  | 6  | 6  | 6  | 6  | 6  | 6  | 6  | 6  | 6  | 6  | 6  |
| Unionistas    | 12 | 5  | 8  | 8  | 11 | 6  | 5  | 10 | 11 | 13 | 13 | 14 | 14 | 15 | 14 | 15 | 15 | 13 | 13 | 11 | 9  | 9  | 9  | 8  | 8  | 9  | 10 | 11 | 10 | 8  | 8  | 8  | 8  | 8  | 7  | 7  | 7  | 7  |
| Arenteiro     | 16 | 6  | 9  | 11 | 15 | 16 | 17 | 14 | 16 | 14 | 14 | 13 | 11 | 9  | 7  | 9  | 10 | 12 | 8  | 8  | 8  | 8  | 7  | 7  | 7  | 7  | 7  | 7  | 7  | 7  | 7  | 7  | 7  | 7  | 8  | 8  | 8  | 8  |
| R. Sociedad B | 7  | 4  | 7  | 9  | 9  | 5  | 4  | 5  | 5  | 2  | 1  | 5  | 4  | 1  | 4  | 4  | 4  | 5  | 5  | 6  | 7  | 7  | 8  | 10 | 10 | 8  | 9  | 8  | 9  | 10 | 10 | 10 | 9  | 9  | 9  | 10 | 10 | 9  |
| Lugo          | 1  | 14 | 13 | 10 | 12 | 15 | 11 | 9  | 7  | 4  | 7  | 9  | 6  | 8  | 6  | 7  | 8  | 8  | 11 | 12 | 10 | 10 | 10 | 9  | 9  | 10 | 11 | 10 | 8  | 9  | 9  | 9  | 11 | 10 | 10 | 9  | 9  | 10 |
| Sestao        | 11 | 18 | 20 | 20 | 17 | 20 | 19 | 19 | 20 | 20 | 19 | 18 | 18 | 18 | 18 | 18 | 18 | 18 | 19 | 19 | 19 | 18 | 18 | 18 | 19 | 17 | 18 | 16 | 18 | 18 | 16 | 14 | 15 | 15 | 15 | 14 | 14 | 11 |
| Osasuna Pr.   | 6  | 9  | 11 | 5  | 4  | 4  | 8  | 6  | 10 | 12 | 9  | 12 | 13 | 12 | 12 | 11 | 11 | 9  | 9  | 9  | 11 | 12 | 12 | 13 | 13 | 13 | 14 | 13 | 12 | 12 | 15 | 13 | 14 | 11 | 11 | 12 | 11 | 12 |
| Tarazona      | 20 | 20 | 18 | 19 | 20 | 19 | 20 | 20 | 19 | 17 | 17 | 17 | 17 | 16 | 16 | 16 | 16 | 16 | 15 | 14 | 14 | 15 | 15 | 16 | 16 | 16 | 17 | 18 | 15 | 15 | 13 | 11 | 10 | 12 | 13 | 11 | 12 | 13 |
| Fuenlabrada   | 19 | 19 | 19 | 17 | 19 | 17 | 13 | 12 | 12 | 9  | 10 | 6  | 7  | 7  | 8  | 8  | 9  | 10 | 10 | 10 | 13 | 13 | 11 | 12 | 11 | 11 | 8  | 9  | 11 | 11 | 11 | 12 | 13 | 14 | 14 | 13 | 15 | 14 |
| Real Unión    | 3  | 8  | 3  | 2  | 2  | 3  | 2  | 3  | 4  | 8  | 6  | 8  | 9  | 10 | 11 | 12 | 13 | 11 | 12 | 13 | 12 | 11 | 13 | 11 | 12 | 12 | 13 | 14 | 14 | 14 | 12 | 15 | 12 | 13 | 12 | 15 | 13 | 15 |
| Sabadell      | 14 | 7  | 10 | 12 | 16 | 13 | 15 | 17 | 17 | 18 | 18 | 20 | 20 | 20 | 20 | 19 | 19 | 19 | 17 | 16 | 16 | 16 | 17 | 15 | 15 | 15 | 15 | 15 | 16 | 16 | 17 | 17 | 16 | 16 | 16 | 16 | 16 | 16 |
| Teruel        | 15 | 17 | 16 | 18 | 18 | 18 | 18 | 18 | 18 | 19 | 20 | 19 | 19 | 19 | 19 | 20 | 20 | 20 | 20 | 20 | 20 | 20 | 20 | 20 | 20 | 19 | 16 | 17 | 17 | 17 | 18 | 18 | 17 | 17 | 17 | 17 | 17 | 17 |
| Cornellà      | 18 | 12 | 5  | 6  | 6  | 10 | 9  | 7  | 9  | 10 | 11 | 10 | 12 | 13 | 13 | 14 | 12 | 14 | 14 | 15 | 15 | 14 | 14 | 14 | 14 | 14 | 12 | 12 | 13 | 13 | 14 | 16 | 18 | 18 | 18 | 18 | 18 | 18 |
| SD Logroñés   | 8  | 15 | 4  | 3  | 5  | 7  | 10 | 15 | 14 | 15 | 15 | 15 | 15 | 14 | 15 | 13 | 14 | 15 | 16 | 18 | 18 | 19 | 19 | 19 | 17 | 18 | 19 | 19 | 19 | 19 | 19 | 19 | 19 | 19 | 19 | 19 | 19 | 19 |
| Rayo M.       | 9  | 16 | 17 | 16 | 13 | 14 | 16 | 13 | 15 | 16 | 16 | 16 | 16 | 17 | 17 | 17 | 17 | 17 | 18 | 17 | 17 | 17 | 16 | 17 | 18 | 20 | 20 | 20 | 20 | 20 | 20 | 20 | 20 | 20 | 20 | 20 | 20 | 20 |

#### Tabla de resultados cruzados
| Local \ Visitante             | ARE | BAR | CEL | COR | CDL | DEP | FUE | GIM | LOG | LUG | OSA | PON | RAY | RSO | RUN | SAB | SES | TAR | TER | UNI |
| ----------------------------- | --- | --- | --- | --- | --- | --- | --- | --- | --- | --- | --- | --- | --- | --- | --- | --- | --- | --- | --- | --- |
| C. D. Arenteiro               | —   | 2–0 | 1–1 | 1–0 | 1–0 | 1–2 | 1–1 | 0–1 | 3–0 | 1–3 | 1–0 | 0–0 | 2–2 | 1–1 | 2–3 | 2–0 | 1–0 | 1–1 | 1–1 | 4–0 |
| Barça Atlétic                 | 1–1 | —   | 1–1 | 1–0 | 4–0 | 1–2 | 2–2 | 1–2 | 1–1 | 1–0 | 2–1 | 1–1 | 3–1 | 2–1 | 2–1 | 4–1 | 2–1 | 2–1 | 1–0 | 0–2 |
| R. C. Celta de Vigo "B"       | 4–3 | 1–2 | —   | 1–2 | 2–0 | 1–2 | 4–1 | 0–1 | 4–0 | 4–1 | 4–1 | 0–0 | 3–0 | 1–2 | 3–0 | 4–2 | 4–0 | 1–0 | 3–3 | 2–1 |
| U. E. Cornellà                | 1–2 | 0–2 | 2–1 | —   | 1–2 | 0–1 | 1–0 | 0–0 | 0–0 | 1–0 | 0–0 | 0–1 | 2–2 | 0–1 | 3–1 | 0–1 | 1–1 | 1–1 | 1–1 | 3–0 |
| Cultural y Deportiva Leonesa  | 1–0 | 3–1 | 0–0 | 1–0 | —   | 1–0 | 1–1 | 3–0 | 1–0 | 2–0 | 0–2 | 0–0 | 2–1 | 3–1 | 2–0 | 3–0 | 0–1 | 1–1 | 0–0 | 1–1 |
| R. C. Deportivo de La Coruña  | 2–2 | 1–0 | 0–1 | 1–1 | 2–0 | —   | 4–1 | 1–0 | 2–0 | 4–1 | 1–1 | 2–0 | 0–0 | 2–1 | 3–1 | 1–1 | 1–1 | 4–1 | 0–0 | 1–0 |
| C. F. Fuenlabrada             | 0–0 | 1–2 | 0–2 | 2–0 | 0–1 | 2–1 | —   | 2–1 | 2–1 | 0–0 | 4–1 | 2–1 | 0–1 | 1–1 | 0–0 | 1–2 | 3–1 | 0–0 | 0–0 | 0–0 |
| Gimnástic de Tarragona        | 1–0 | 1–0 | 1–0 | 3–0 | 3–0 | 1–1 | 1–0 | —   | 2–1 | 2–0 | 1–1 | 0–0 | 1–0 | 2–2 | 2–1 | 2–0 | 0–0 | 2–1 | 0–2 | 0–1 |
| S. D. Logroñés                | 1–0 | 1–0 | 2–3 | 2–2 | 0–0 | 0–5 | 0–0 | 0–2 | —   | 2–1 | 1–1 | 0–3 | 0–1 | 0–2 | 1–1 | 1–1 | 3–0 | 2–1 | 0–2 | 0–1 |
| C. D. Lugo                    | 0–1 | 1–1 | 0–1 | 3–1 | 0–3 | 0–3 | 0–0 | 0–1 | 2–1 | —   | 1–1 | 0–0 | 3–1 | 1–0 | 2–0 | 3–3 | 4–3 | 0–1 | 2–1 | 1–1 |
| C. A. Osasuna Promesas        | 0–0 | 2–3 | 2–3 | 1–0 | 0–0 | 0–4 | 1–2 | 1–0 | 3–0 | 1–2 | —   | 0–1 | 1–1 | 1–2 | 2–1 | 2–0 | 0–1 | 1–1 | 1–1 | 1–0 |
| S. D. Ponferradina            | 2–1 | 1–3 | 2–1 | 1–0 | 1–2 | 1–1 | 1–0 | 0–1 | 3–0 | 0–0 | 2–1 | —   | 1–0 | 2–0 | 2–1 | 1–1 | 1–1 | 0–1 | 1–1 | 1–1 |
| C. F. Rayo Majadahonda        | 2–0 | 1–2 | 1–1 | 1–3 | 1–1 | 0–2 | 0–0 | 1–1 | 1–0 | 1–2 | 2–2 | 0–1 | —   | 1–1 | 1–1 | 3–1 | 0–2 | 0–0 | 0–0 | 0–0 |
| Real Sociedad "B"             | 2–2 | 1–0 | 0–0 | 1–2 | 0–0 | 1–1 | 2–0 | 0–2 | 1–0 | 1–1 | 2–2 | 1–2 | 2–0 | —   | 2–2 | 0–1 | 2–3 | 1–0 | 2–2 | 1–1 |
| Real Unión de Irún            | 1–2 | 0–0 | 1–1 | 1–0 | 0–0 | 3–0 | 2–1 | 1–1 | 0–1 | 0–0 | 2–3 | 1–1 | 4–0 | 1–3 | —   | 2–1 | 4–2 | 1–0 | 3–2 | 3–1 |
| C. E. Sabadell F. C.          | 0–1 | 0–1 | 2–1 | 2–1 | 1–1 | 0–1 | 0–1 | 0–0 | 1–2 | 0–1 | 2–1 | 1–0 | 1–1 | 1–2 | 1–0 | —   | 3–0 | 3–1 | 1–1 | 1–0 |
| Sestao River Club             | 1–0 | 1–3 | 1–0 | 1–1 | 0–0 | 0–1 | 1–2 | 1–1 | 2–0 | 0–1 | 2–1 | 0–1 | 3–0 | 0–0 | 3–1 | 3–0 | —   | 1–1 | 1–1 | 0–0 |
| S. D. Tarazona                | 1–2 | 0–2 | 1–0 | 0–0 | 0–0 | 1–1 | 1–0 | 1–0 | 0–2 | 1–0 | 1–3 | 2–0 | 2–0 | 0–1 | 0–1 | 3–1 | 3–0 | —   | 0–0 | 0–0 |
| C. D. Teruel                  | 0–0 | 2–4 | 0–2 | 1–0 | 0–0 | 1–3 | 0–0 | 0–1 | 0–2 | 1–2 | 2–3 | 0–2 | 1–0 | 0–0 | 2–1 | 2–2 | 1–0 | 0–0 | —   | 1–2 |
| Unionistas de Salamanca C. F. | 4–0 | 4–1 | 0–2 | 3–0 | 1–0 | 1–1 | 2–0 | 2–0 | 1–0 | 1–1 | 1–2 | 0–1 | 2–1 | 1–0 | 1–0 | 4–0 | 0–0 | 0–0 | 0–0 | —   |

1. ↑  El partido entre el Sestao River Club y el C. F. Rayo Majadahonda celebrado el 31 de marzo de 2024 fue suspendido después de que la plantilla del C. F. Rayo Majadahonda decidiera abandonar el terreno juego tras un incidente de racismo. El partido fue dado por ganado al Sestao River Club por 3-0, además de restarle tres puntos extra al C. F. Rayo Majadahonda.

#### Cambios de entrenadores
| Equipo                 | Entrenador (Jornadas)          | Fecha de vacante        | Tipo de salida              | Posición en la tabla | Entrenador entrante  | Fecha de nombramiento   |
| ---------------------- | ------------------------------ | ----------------------- | --------------------------- | -------------------- | -------------------- | ----------------------- |
| C. E. Sabadell F. C.   | Miki Lladó (1 - 7)             | 9 de octubre de 2023    | Destituido                  | 15.º                 | Gerard Bofill        | 10 de octubre de 2023   |
| S. D. Logroñés         | Jordi Fabregat (1 - 7)         | 10 de octubre de 2023   | Destituido                  | 10.º                 | Andrés García        | 15 de octubre de 2023   |
| C. E. Sabadell F. C.   | Gerard Bofill (8 - 13)         | 19 de noviembre de 2023 | Destituido                  | 20.º                 | Óscar Cano           | 20 de noviembre de 2023 |
| C. D. Teruel           | Víctor Bravo (1 - 13)          | 19 de noviembre de 2023 | Destituido                  | 19.º                 | Raúl Jardiel         | 21 de noviembre de 2023 |
| C. D. Lugo             | Pedro Munitis (1 - 17)         | 16 de diciembre de 2023 | Destituido                  | 7.º                  | Paulo Alves          | 22 de diciembre de 2023 |
| S. D. Logroñés         | Andrés García (8 - 17)         | 20 de diciembre de 2023 | Destituido                  | 14.º                 | Aitor Larrazabal     | 27 de diciembre de 2023 |
| C. F. Rayo Majadahonda | Carlos Cura (1 - 17)           | 22 de diciembre de 2023 | Destituido                  | 17.º                 | Jon Erice            | 23 de diciembre de 2023 |
| Real Unión de Irún     | Fran Justo (1 - 17)            | 26 de diciembre de 2023 | Destituido                  | 13.º                 | Iñigo Idiakez        | 30 de diciembre de 2023 |
| C. D. Lugo             | Paulo Alves (18 - 24)          | 19 de febrero de 2024   | Destituido                  | 9.º                  | Roberto Trashorras   | 19 de febrero de 2024   |
| R. C. Celta Fortuna    | Claudio Giráldez (1 - 27)      | 12 de marzo de 2024     | Promociona al primer equipo | 5.º                  | Fredi Álvarez        | 12 de marzo de 2024     |
| S. D. Ponferradina     | Iñigo Vélez (1 - 28)           | 18 de marzo de 2024     | Destituido                  | 4.º                  | Juanfran García      | 19 de marzo de 2024     |
| C. F. Rayo Majadahonda | Jon Erice (18 - 29)            | 25 de marzo de 2024     | Destituido                  | 20.º                 | Armando de la Morena | 26 de marzo de 2024     |
| Real Unión de Irún     | Iñigo Idiakez (18 - 30)        | 1 de abril de 2024      | Destituido                  | 14.º                 | Fran Justo           | 4 de abril de 2024      |
| C. F. Fuenlabrada      | Carlos Martínez (1 - 33)       | 22 de abril de 2024     | Destituido                  | 13.º                 | Alfredo Sánchez      | 23 de abril de 2024     |
| C. F. Rayo Majadahonda | Armando de la Morena (30 - 34) | 2 de mayo de 2024       | Destituido                  | 20.º                 | Jesús Arribas        | 6 de mayo de 2024       |

#### Máximos goleadores
| Pos. | Jugador        | Equipo                        | Goles | Partidos | Penaltis |
| ---- | -------------- | ----------------------------- | ----- | -------- | -------- |
| 1º   | Pau Víctor     | F. C. Barcelona Atlètic       | 17    | 34       | 0        |
| 2º   | Alfon González | R. C. Celta Fortuna           | 13    | 37       | 0        |
| 3º   | Ekain Azkune   | Real Sociedad "B"             | 12    | 29       | 0        |
| =    | Alberto Solís  | Real Unión                    | 12    | 37       | 0        |
| =    | Ander Yoldi    | C. A. Osasuna Promesas        | 12    | 36       | 0        |
| =    | Lucas Pérez    | R. C. Deportivo de La Coruña  | 12    | 36       | 4        |
| =    | Slavy          | Unionistas de Salamanca C. F. | 12    | 32       | 1        |
| =    | Pablo Durán    | R. C. Celta Fortuna           | 12    | 36       | 0        |

### Grupo II
| N.º | Com. autónoma        | Equipos |
| --- | -------------------- | --- |
| 9   | Andalucía            | Algeciras C. F. Antequera C. F. Atlético Sanluqueño Córdoba C. F. Linares Deportivo Málaga C. F. Recreativo Granada Recreativo de Huelva San Fernando C. D. I. |
| 3   | Comunidad Valenciana | C. D. Alcoyano C. D. Castellón C. F. Intercity |
| 2   | Comunidad de Madrid  | Atlético de Madrid "B" Real Madrid Castilla |
| 2   | Islas Baleares       | Atlético Baleares U. D. Ibiza |
| 1   | Región de Murcia     | Real Murcia C. F. |
| 1   | Extremadura          | A. D. Mérida |
| 1   | Melilla              | U. D. Melilla |
| 1   | Ceuta                | A. D. Ceuta F. C. |

#### Clasificación
| Pos. | Equipo                      | Pts. | PJ | G  | E  | P  | GF | GC | Dif. |                                                     |
| ---- | --------------------------- | ---- | -- | -- | -- | -- | -- | -- | ---- | --------------------------------------------------- |
| 1    | C. D. Castellón (A, C)      | 82   | 38 | 26 | 4  | 8  | 74 | 39 | +35  | Campeón, Ascenso a Segunda División y Copa del Rey  |
| 2    | Córdoba C. F. (A)           | 77   | 38 | 23 | 8  | 7  | 66 | 32 | +34  | Play-Offs Ascenso a Segunda División y Copa del Rey |
| 3    | Málaga C. F. (A)            | 70   | 38 | 19 | 13 | 6  | 50 | 26 | +24  | Play-Offs Ascenso a Segunda División y Copa del Rey |
| 4    | U. D. Ibiza                 | 68   | 38 | 19 | 11 | 8  | 57 | 34 | +23  | Play-Offs Ascenso a Segunda División y Copa del Rey |
| 5    | A. D. Ceuta F. C.           | 62   | 38 | 17 | 11 | 10 | 55 | 40 | +15  | Play-Offs Ascenso a Segunda División y Copa del Rey |
| 6    | Recreativo de Huelva        | 61   | 38 | 17 | 10 | 11 | 44 | 37 | +7   |                                                     |
| 7    | Real Murcia C. F.           | 58   | 38 | 16 | 10 | 12 | 38 | 37 | +1   |                                                     |
| 8    | Antequera C. F.             | 56   | 38 | 16 | 8  | 14 | 47 | 47 | 0    |                                                     |
| 9    | Atlético de Madrid "B"      | 53   | 38 | 13 | 14 | 11 | 53 | 45 | +8   |                                                     |
| 10   | Real Madrid Castilla        | 51   | 38 | 13 | 12 | 13 | 44 | 43 | +1   |                                                     |
| 11   | C. D. Alcoyano              | 51   | 38 | 14 | 9  | 15 | 38 | 38 | 0    |                                                     |
| 12   | A. D. Mérida                | 47   | 38 | 12 | 11 | 15 | 37 | 45 | −8   |                                                     |
| 13   | Algeciras C. F.             | 46   | 38 | 11 | 13 | 14 | 39 | 43 | −4   |                                                     |
| 14   | Atlético Sanluqueño         | 45   | 38 | 11 | 12 | 15 | 34 | 41 | −7   |                                                     |
| 15   | C. F. Intercity             | 45   | 38 | 12 | 9  | 17 | 37 | 49 | −12  |                                                     |
| 16   | San Fernando C. D. I. (D)   | 42   | 38 | 11 | 9  | 18 | 36 | 48 | −12  | Descenso a Segunda Federación                       |
| 17   | Linares Deportivo (D)       | 39   | 38 | 10 | 9  | 19 | 33 | 52 | −19  | Descenso a Segunda Federación                       |
| 18   | U. D. Melilla (D)           | 34   | 38 | 9  | 7  | 22 | 26 | 52 | −26  | Descenso a Segunda Federación                       |
| 19   | C. D. Atlético Baleares (D) | 29   | 38 | 7  | 8  | 23 | 23 | 59 | −36  | Descenso a Segunda Federación                       |
| 20   | Recreativo Granada (D)      | 27   | 38 | 7  | 6  | 25 | 30 | 56 | −26  | Descenso a Segunda Federación                       |

 Fuente: Resultados Fútbol

#### Evolución de la clasificación
| Jornada      | 1  | 2  | 3  | 4  | 5  | 6  | 7  | 8  | 9  | 10 | 11 | 12 | 13 | 14 | 15 | 16 | 17 | 18 | 19 | 20 | 21 | 22 | 23 | 24 | 25 | 26 | 27 | 28 | 29 | 30 | 31 | 32 | 33 | 34 | 35 | 36 | 37 | 38 |
| Equipo       |    |    |    |    |    |    |    |    |    |    |    |    |    |    |    |    |    |    |    |    |    |    |    |    |    |    |    |    |    |    |    |    |    |    |    |    |    |    |
| ------------ | -- | -- | -- | -- | -- | -- | -- | -- | -- | -- | -- | -- | -- | -- | -- | -- | -- | -- | -- | -- | -- | -- | -- | -- | -- | -- | -- | -- | -- | -- | -- | -- | -- | -- | -- | -- | -- | -- |
| Castellón    | 5  | 1  | 1  | 1  | 1  | 1  | 1  | 1  | 1  | 1  | 1  | 1  | 1  | 1  | 1  | 1  | 1  | 1  | 1  | 1  | 1  | 1  | 1  | 1  | 1  | 1  | 1  | 1  | 1  | 1  | 1  | 1  | 1  | 1  | 1  | 1  | 1  | 1  |
| Córdoba      | 13 | 8  | 12 | 13 | 10 | 6  | 12 | 8  | 9  | 6  | 10 | 9  | 8  | 4  | 3  | 3  | 4  | 4  | 3  | 3  | 4  | 4  | 3  | 3  | 3  | 3  | 3  | 2  | 2  | 2  | 2  | 2  | 2  | 2  | 2  | 2  | 2  | 2  |
| Málaga       | 14 | 11 | 5  | 3  | 3  | 2  | 2  | 3  | 3  | 3  | 3  | 3  | 3  | 3  | 4  | 4  | 3  | 3  | 4  | 4  | 3  | 3  | 4  | 4  | 4  | 4  | 4  | 4  | 4  | 3  | 4  | 4  | 4  | 4  | 4  | 4  | 4  | 3  |
| Ibiza        | 4  | 2  | 2  | 4  | 5  | 4  | 4  | 2  | 2  | 2  | 2  | 2  | 2  | 2  | 2  | 2  | 2  | 2  | 2  | 2  | 2  | 2  | 2  | 2  | 2  | 2  | 2  | 3  | 3  | 4  | 3  | 3  | 3  | 3  | 3  | 3  | 3  | 4  |
| Ceuta        | 7  | 7  | 4  | 2  | 2  | 3  | 5  | 5  | 6  | 9  | 7  | 7  | 6  | 7  | 7  | 9  | 9  | 10 | 8  | 9  | 9  | 7  | 7  | 9  | 9  | 8  | 6  | 6  | 6  | 5  | 5  | 5  | 5  | 5  | 5  | 5  | 5  | 5  |
| Recreativo   | 2  | 3  | 6  | 9  | 11 | 7  | 7  | 13 | 14 | 14 | 13 | 11 | 9  | 9  | 9  | 8  | 5  | 5  | 5  | 5  | 5  | 5  | 5  | 5  | 5  | 5  | 5  | 5  | 5  | 6  | 6  | 6  | 6  | 8  | 6  | 6  | 7  | 6  |
| Murcia       | 6  | 12 | 15 | 14 | 16 | 15 | 13 | 11 | 7  | 6  | 8  | 8  | 10 | 11 | 10 | 11 | 11 | 11 | 13 | 11 | 12 | 9  | 6  | 10 | 10 | 9  | 10 | 11 | 9  | 7  | 7  | 7  | 7  | 6  | 7  | 7  | 6  | 7  |
| Antequera    | 20 | 20 | 20 | 18 | 13 | 8  | 6  | 7  | 5  | 7  | 5  | 4  | 4  | 5  | 6  | 5  | 7  | 7  | 7  | 6  | 7  | 8  | 9  | 7  | 6  | 6  | 7  | 8  | 11 | 10 | 8  | 8  | 8  | 7  | 8  | 8  | 8  | 8  |
| Atleti B     | 3  | 10 | 13 | 12 | 14 | 14 | 11 | 6  | 8  | 10 | 11 | 12 | 14 | 14 | 13 | 13 | 12 | 12 | 11 | 12 | 13 | 13 | 13 | 12 | 12 | 14 | 14 | 12 | 12 | 12 | 9  | 10 | 9  | 9  | 9  | 9  | 10 | 9  |
| RM Castilla  | 9  | 4  | 8  | 11 | 6  | 10 | 14 | 10 | 11 | 12 | 9  | 10 | 11 | 12 | 11 | 10 | 10 | 9  | 9  | 10 | 10 | 12 | 12 | 14 | 13 | 11 | 12 | 13 | 13 | 13 | 13 | 13 | 13 | 12 | 10 | 10 | 9  | 10 |
| Alcoyano     | 1  | 9  | 14 | 16 | 18 | 18 | 17 | 17 | 17 | 16 | 16 | 15 | 13 | 13 | 14 | 15 | 14 | 13 | 12 | 13 | 11 | 11 | 11 | 11 | 11 | 13 | 11 | 9  | 10 | 9  | 11 | 9  | 10 | 10 | 12 | 11 | 11 | 11 |
| Mérida       | 8  | 5  | 3  | 7  | 8  | 13 | 15 | 16 | 16 | 18 | 18 | 18 | 18 | 18 | 18 | 18 | 17 | 18 | 17 | 18 | 18 | 16 | 16 | 17 | 17 | 15 | 15 | 15 | 16 | 17 | 15 | 14 | 15 | 15 | 15 | 14 | 14 | 12 |
| Algeciras    | 11 | 6  | 7  | 5  | 4  | 5  | 3  | 4  | 4  | 5  | 4  | 6  | 5  | 6  | 5  | 6  | 6  | 8  | 10 | 7  | 6  | 6  | 8  | 6  | 7  | 7  | 9  | 7  | 7  | 8  | 10 | 11 | 11 | 13 | 11 | 12 | 12 | 13 |
| Sanluqueño   | 18 | 18 | 9  | 6  | 7  | 9  | 10 | 14 | 15 | 15 | 15 | 14 | 15 | 15 | 15 | 14 | 15 | 15 | 15 | 15 | 15 | 14 | 14 | 13 | 14 | 12 | 13 | 14 | 14 | 14 | 14 | 15 | 14 | 14 | 14 | 15 | 15 | 14 |
| Intercity    | 19 | 13 | 16 | 10 | 12 | 11 | 8  | 9  | 10 | 8  | 6  | 5  | 7  | 8  | 8  | 7  | 8  | 6  | 6  | 8  | 8  | 10 | 10 | 8  | 8  | 10 | 8  | 10 | 8  | 11 | 12 | 12 | 12 | 11 | 13 | 13 | 13 | 15 |
| San Fernando | 17 | 19 | 11 | 15 | 17 | 17 | 18 | 15 | 13 | 11 | 12 | 13 | 12 | 10 | 12 | 12 | 13 | 14 | 14 | 14 | 14 | 15 | 15 | 15 | 15 | 16 | 17 | 16 | 17 | 15 | 16 | 16 | 16 | 16 | 17 | 16 | 16 | 16 |
| Linares      | 16 | 17 | 10 | 8  | 9  | 12 | 9  | 12 | 12 | 13 | 14 | 16 | 16 | 16 | 17 | 17 | 18 | 17 | 18 | 16 | 16 | 17 | 17 | 16 | 16 | 17 | 16 | 17 | 15 | 16 | 17 | 17 | 17 | 17 | 16 | 17 | 17 | 17 |
| Melilla      | 10 | 14 | 19 | 17 | 19 | 19 | 19 | 19 | 19 | 20 | 19 | 20 | 20 | 20 | 20 | 20 | 20 | 19 | 19 | 19 | 19 | 19 | 19 | 19 | 19 | 19 | 19 | 18 | 18 | 18 | 18 | 18 | 18 | 18 | 18 | 18 | 18 | 18 |
| At. Baleares | 12 | 15 | 18 | 20 | 20 | 20 | 20 | 20 | 20 | 19 | 20 | 19 | 19 | 17 | 16 | 16 | 16 | 16 | 16 | 17 | 17 | 18 | 18 | 18 | 18 | 18 | 18 | 19 | 19 | 19 | 19 | 19 | 19 | 19 | 19 | 19 | 19 | 19 |
| R. Granada   | 15 | 16 | 17 | 19 | 15 | 16 | 16 | 18 | 18 | 17 | 17 | 17 | 17 | 19 | 19 | 19 | 19 | 20 | 20 | 20 | 20 | 20 | 20 | 20 | 20 | 20 | 20 | 20 | 20 | 20 | 20 | 20 | 20 | 20 | 20 | 20 | 20 | 20 |

(*) Con partido(s) pendiente(s).

#### Tabla de resultados cruzados
| Local \ Visitante      | ALC | ALG | ANT | ATB | ATM | ATS | CAS | CEU | COB | IBI | INT | LIN | MAL | MEL | MER | RMU | RMC | RHU | RGR | SFE |
| ---------------------- | --- | --- | --- | --- | --- | --- | --- | --- | --- | --- | --- | --- | --- | --- | --- | --- | --- | --- | --- | --- |
| C. D. Alcoyano         | —   | 1–0 | 2–1 | 1–1 | 0–3 | 3–1 | 2–0 | 3–1 | 0–1 | 0–2 | 1–0 | 1–1 | 0–3 | 3–0 | 1–0 | 2–3 | 0–0 | 2–0 | 0–1 | 1–1 |
| Algeciras C. F.        | 1–1 | —   | 2–3 | 1–0 | 2–2 | 1–1 | 1–1 | 1–0 | 1–0 | 0–0 | 0–1 | 2–1 | 0–0 | 1–0 | 2–0 | 0–1 | 3–0 | 2–3 | 1–1 | 2–1 |
| Antequera C. F.        | 0–0 | 0–1 | —   | 3–0 | 1–0 | 2–1 | 1–1 | 0–0 | 2–3 | 3–1 | 1–1 | 2–0 | 0–2 | 3–0 | 2–2 | 0–2 | 1–2 | 1–1 | 5–2 | 2–1 |
| Atlético Baleares      | 2–1 | 1–1 | 2–1 | —   | 0–3 | 0–0 | 0–1 | 1–2 | 0–0 | 0–1 | 1–2 | 3–1 | 1–2 | 1–0 | 1–0 | 0–1 | 0–1 | 0–2 | 2–1 | 0–2 |
| Atlético de Madrid "B" | 1–1 | 3–1 | 2–0 | 3–0 | —   | 0–0 | 1–1 | 1–3 | 1–6 | 1–1 | 2–1 | 5–0 | 0–1 | 0–0 | 1–1 | 3–1 | 2–0 | 1–2 | 3–2 | 4–2 |
| Atlético Sanluqueño    | 1–0 | 0–0 | 0–3 | 5–0 | 0–3 | —   | 0–2 | 1–1 | 1–2 | 1–1 | 3–0 | 3–2 | 0–0 | 2–0 | 2–2 | 0–1 | 2–1 | 1–0 | 1–0 | 0–1 |
| C. D. Castellón        | 2–0 | 2–1 | 4–1 | 4–2 | 2–0 | 0–1 | —   | 2–2 | 2–3 | 1–3 | 3–1 | 4–1 | 2–1 | 1–0 | 5–1 | 2–1 | 4–1 | 3–2 | 3–0 | 1–0 |
| A. D. Ceuta F. C.      | 1–0 | 3–2 | 2–0 | 2–1 | 4–0 | 3–0 | 1–3 | —   | 1–1 | 0–1 | 2–1 | 4–0 | 3–2 | 0–0 | 1–1 | 1–0 | 2–0 | 0–0 | 1–0 | 0–0 |
| Córdoba C. F.          | 0–1 | 1–0 | 3–0 | 2–0 | 4–1 | 3–0 | 2–0 | 3–3 | —   | 2–3 | 1–0 | 0–1 | 1–0 | 4–0 | 2–1 | 0–0 | 1–2 | 1–0 | 3–0 | 1–0 |
| U. D. Ibiza            | 3–0 | 2–2 | 3–0 | 1–0 | 0–1 | 0–0 | 2–0 | 1–2 | 1–1 | —   | 1–3 | 4–1 | 1–1 | 4–3 | 0–0 | 3–1 | 0–0 | 5–2 | 1–0 | 3–2 |
| C. F. Intercity        | 1–0 | 1–0 | 2–1 | 0–0 | 0–0 | 1–0 | 1–2 | 3–2 | 0–2 | 0–1 | —   | 1–3 | 2–2 | 1–0 | 0–1 | 0–0 | 0–1 | 1–3 | 1–1 | 3–1 |
| Linares Deportivo      | 1–0 | 1–1 | 0–1 | 0–0 | 0–0 | 1–2 | 0–1 | 2–1 | 0–2 | 2–1 | 1–1 | —   | 0–1 | 0–0 | 2–0 | 2–0 | 2–1 | 0–2 | 0–0 | 0–1 |
| Málaga C. F.           | 1–2 | 2–1 | 3–0 | 3–0 | 2–1 | 0–0 | 0–1 | 1–1 | 1–1 | 1–0 | 1–0 | 1–1 | —   | 1–0 | 1–1 | 0–0 | 0–0 | 2–0 | 3–0 | 1–0 |
| U. D. Melilla          | 0–2 | 1–2 | 0–1 | 2–0 | 2–1 | 1–1 | 1–2 | 2–0 | 0–1 | 0–3 | 1–2 | 1–0 | 1–0 | —   | 2–0 | 0–0 | 0–1 | 0–0 | 4–3 | 1–0 |
| A. D. Mérida           | 1–3 | 3–1 | 0–1 | 2–1 | 0–0 | 0–0 | 2–1 | 3–2 | 2–2 | 1–2 | 3–0 | 1–0 | 1–2 | 2–0 | —   | 0–1 | 0–1 | 0–0 | 1–0 | 0–2 |
| Real Murcia C. F.      | 0–0 | 1–0 | 1–2 | 2–0 | 1–1 | 2–3 | 2–3 | 1–0 | 1–3 | 0–0 | 0–1 | 1–0 | 1–4 | 2–0 | 1–1 | —   | 0–0 | 1–0 | 1–0 | 3–0 |
| Real Madrid Castilla   | 3–1 | 1–2 | 0–0 | 5–0 | 2–2 | 1–0 | 0–2 | 1–1 | 0–2 | 1–1 | 3–3 | 0–0 | 1–2 | 2–2 | 0–1 | 5–1 | —   | 1–2 | 1–0 | 2–1 |
| Recreativo de Huelva   | 1–0 | 3–0 | 0–0 | 0–0 | 1–1 | 1–0 | 0–3 | 2–1 | 1–1 | 1–0 | 3–1 | 1–4 | 1–1 | 2–0 | 3–0 | 0–1 | 1–0 | —   | 1–0 | 1–0 |
| Recreativo Granada     | 0–0 | 1–1 | 1–2 | 0–2 | 1–0 | 2–1 | 0–3 | 0–1 | 3–0 | 0–1 | 1–0 | 0–2 | 0–2 | 0–1 | 0–2 | 1–2 | 1–1 | 2–1 | —   | 5–0 |
| San Fernando C. D. I.  | 0–3 | 0–0 | 0–1 | 1–1 | 0–0 | 1–0 | 2–0 | 0–1 | 3–1 | 1–0 | 1–1 | 2–1 | 1–1 | 4–1 | 0–1 | 1–1 | 1–3 | 1–1 | 2–1 | —   |

#### Cambios de entrenadores
| Equipo                  | Entrenador (Jornadas)             | Fecha de vacante         | Tipo de salida | Posición en la tabla | Entrenador entrante | Fecha de nombramiento    |
| ----------------------- | --------------------------------- | ------------------------ | -------------- | -------------------- | ------------------- | ------------------------ |
| C. D. Atlético Baleares | "Tato" (1 - 5)                    | 25 de septiembre de 2023 | Destituido     | 20.º                 | Juanma Barrero      | 27 de septiembre de 2023 |
| A. D. Mérida            | Raimundo Rosa (1 - 7)             | 9 de octubre de 2023     | Destituido     | 15.º                 | Manuel Ruano        | 30 de octubre de 2023    |
| San Fernando C. D.      | Héctor Berenguel (1 - 8)          | 16 de octubre de 2023    | Destituido     | 15.º                 | Alfredo Santaelena  | 16 de octubre de 2023    |
| U. D. Melilla           | Miguel Rivera (1 - 9)             | 22 de octubre de 2023    | Destituido     | 19.º                 | Juan Sabas          | 24 de octubre de 2023    |
| Atlético Sanluqueño     | Antonio Iriondo (1 - 10)          | 30 de octubre de 2023    | Destituido     | 15.º                 | Abel Segovia        | 30 de octubre de 2023    |
| Real Murcia C. F.       | Gustavo Munúa (1 - 11)            | 8 de noviembre de 2023   | Destituido     | 8.º                  | Pablo Alfaro        | 9 de noviembre de 2023   |
| Linares Deportivo       | Óscar Fernández (1 - 13)          | 22 de noviembre de 2023  | Destituido     | 16.º                 | David Campaña       | 29 de noviembre de 2023  |
| A. D. Mérida            | Manuel Ruano (11 - 16)            | 12 de diciembre de 2023  | Destituido     | 18.º                 | David Rocha         | 12 de diciembre de 2023  |
| U. D. Melilla           | Juan Sabas (10 - 26)              | 4 de marzo de 2024       | Destituido     | 19.º                 | Víctor Basadre      | 5 de marzo de 2024       |
| C. D. Atlético Baleares | Juanma Barrero (6 - 27)           | 12 de marzo de 2024      | Destituido     | 18.º                 | Jaume Mut           | 13 de marzo de 2024      |
| Linares Deportivo       | David Campaña (15 - 32)           | 16 de abril de 2024      | Destituido     | 17.º                 | 'Romerito'          | 16 de abril de 2024      |
| U. D. Ibiza             | Guillermo Fernández Romo (1 - 34) | 29 de abril de 2024      | Destituido     | 3.º                  | Onésimo Sánchez     | 2 de mayo de 2024        |
| San Fernando C. D.      | Alfredo Santaelena (9 - 34)       | 29 de abril de 2024      | Destituido     | 16.º                 | Nano Rivas          | 29 de abril de 2024      |

#### Máximos goleadores
| Pos. | Jugador         | Equipo          | Goles | Partidos | Penaltis |
| ---- | --------------- | --------------- | ----- | -------- | -------- |
| 1.º  | Jesús de Miguel | C. D. Castellón | 16    | 34       | 0        |
| 2.º  | Roberto         | Málaga C. F.    | 15    | 33       | 1        |
| 3.º  | Antonio Casas   | Córdoba C. F.   | 13    | 31       | 0        |
| =    | Luismi Redondo  | Antequera C. F. | 13    | 36       | 5        |
| 5.º  | Emilio Nsue     | C. F. Intercity | 11    | 29       | 0        |

## Final de Campeones

#### Final
| Ida; 29 de mayo de 2024, 21:00 | R. C. Deportivo de La Coruña | 2:1 (0:1) | C. D. Castellón     | Riazor, La Coruña        |                          |
|                                | Pérez 69' · Martínez 76'     | Reporte   | Douglas Aurélio 39' | Árbitro(s): Alemán Pérez | Árbitro(s): Alemán Pérez |

| Vuelta; 2 de junio de 2024, 21:00 | C. D. Castellón                       | 2:4 (1:2) (Global 3:6) | R. C. Deportivo de La Coruña          | Nou Castalia, Castellón         |                                 |
|                                   | Douglas Aurélio 4' · Israel Suero 53' | Reporte                | Pérez 28', 48' · Mella 45' · Davo 74' | Árbitro(s): Domínguez Cervantes | Árbitro(s): Domínguez Cervantes |

|                                                  |
| Bandera de Galicia                               |
| Campeón R. C. Deportivo de La Coruña 1.er título |

## Playoff de ascenso a Segunda División

### Clasificados
| Pos | Grupo I                 | Grupo II          |
| --- | ----------------------- | ----------------- |
| 2.° | Gimnàstic de Tarragona  | Córdoba C. F.     |
| 3.° | Barça Atlètic           | Málaga C. F.      |
| 4.° | R. C. Celta de Vigo "B" | U. D. Ibiza       |
| 5.° | S. D. Ponferradina      | A. D. Ceuta F. C. |

### Cuadro
|  | Semifinales             | Semifinales             | Semifinales             | Semifinales             |   |                        | Final                    | Final                    | Final                    | Final                    |  |
|  | 1 al 9 de junio de 2024 | 1 al 9 de junio de 2024 | 1 al 9 de junio de 2024 | 1 al 9 de junio de 2024 |   |                        | 15 y 22 de junio de 2024 | 15 y 22 de junio de 2024 | 15 y 22 de junio de 2024 | 15 y 22 de junio de 2024 |  |
|  |                         |                         |                         |                         |   |                        |                          |                          |                          |                          |  |
|  |                         |                         |                         |                         |   |                        |                          |                          |                          |                          |  |
|  | A. D. Ceuta F. C.       | 2                       | 1                       | 3                       |   |                        |                          |                          |                          |                          |  |
|  | A. D. Ceuta F. C.       | 2                       | 1                       | 3                       |   |                        |                          |                          |                          |                          |  |
|  | Gimnàstic de Tarragona  | 2                       | 2                       | 4                       |   |                        |                          |                          |                          |                          |  |
|  | Gimnàstic de Tarragona  | 2                       | 2                       | 4                       |   | Gimnàstic de Tarragona | 1                        | 2                        | 3                        |                          |  |
|  |                         |                         |                         |                         |   | Gimnàstic de Tarragona | 1                        | 2                        | 3                        |                          |  |
|  |                         |                         | Málaga C. F.            | 2                       | 2 | 4                      |                          |                          |                          |                          |  |
|  | R. C. Celta de Vigo "B" | 2                       | Málaga C. F.            | 2                       | 2 | 4                      | 1                        | 3                        |                          |                          |  |
|  | R. C. Celta de Vigo "B" | 2                       |                         |                         |   |                        | 1                        | 3                        |                          |                          |  |
|  | Málaga C. F.            | 2                       | 2                       | 4                       |   |                        |                          |                          |                          |                          |  |
|  | Málaga C. F.            | 2                       | 2                       | 4                       |   |                        |                          |                          |                          |                          |  |
|  |                         |                         |                         |                         |   |                        |                          |                          |                          |                          |  |

|  | Semifinales             | Semifinales             | Semifinales             | Semifinales             |   |               | Final                    | Final                    | Final                    | Final                    |  |
|  | 2 al 9 de junio de 2024 | 2 al 9 de junio de 2024 | 2 al 9 de junio de 2024 | 2 al 9 de junio de 2024 |   |               | 16 y 23 de junio de 2024 | 16 y 23 de junio de 2024 | 16 y 23 de junio de 2024 | 16 y 23 de junio de 2024 |  |
|  |                         |                         |                         |                         |   |               |                          |                          |                          |                          |  |
|  |                         |                         |                         |                         |   |               |                          |                          |                          |                          |  |
|  | S. D. Ponferradina      | 0                       | 1                       | 1                       |   |               |                          |                          |                          |                          |  |
|  | S. D. Ponferradina      | 0                       | 1                       | 1                       |   |               |                          |                          |                          |                          |  |
|  | Córdoba C. F.           | 1                       | 2                       | 3                       |   |               |                          |                          |                          |                          |  |
|  | Córdoba C. F.           | 1                       | 2                       | 3                       |   | Córdoba C. F. | 1                        | 2                        | 3                        |                          |  |
|  |                         |                         |                         |                         |   | Córdoba C. F. | 1                        | 2                        | 3                        |                          |  |
|  |                         |                         | Barça Atlètic           | 1                       | 1 | 2             |                          |                          |                          |                          |  |
|  | U. D. Ibiza             | 1                       | Barça Atlètic           | 1                       | 1 | 2             | 3                        | 4                        |                          |                          |  |
|  | U. D. Ibiza             | 1                       |                         |                         |   |               | 3                        | 4                        |                          |                          |  |
|  | Barça Atlètic           | 2                       | 5                       | 7                       |   |               |                          |                          |                          |                          |  |
|  | Barça Atlètic           | 2                       | 5                       | 7                       |   |               |                          |                          |                          |                          |  |
|  |                         |                         |                         |                         |   |               |                          |                          |                          |                          |  |

### Semifinales

#### Semifinal 1
| Ida; 2 de junio de 2024, 21:15 | A. D. Ceuta F. C.  | 2:2 (1:0) | Gimnàstic de Tarragona           | Estadio Alfonso Murube, Ceuta |                             |
|                                | Rodri Ríos 8', 66' | Reporte   | Alan Godoy 49' · Gorostidi 90+1' | Árbitro(s): Pérez Hernández   | Árbitro(s): Pérez Hernández |

| Vuelta; 9 de junio de 2024, 19:45 | Gimnàstic de Tarragona              | 2:1 (2:0) (Global 4:3) | A. D. Ceuta F. C. | Nou Estadi Costa Daurada, Tarragona |                              |
|                                   | Alan Godoy 23' · Borja Martínez 45' |                        | Rodri Ríos 65'    | Árbitro(s): Conejero Sánchez        | Árbitro(s): Conejero Sánchez |

| Pasa a la final Gimnàstic de Tarragona |

#### Semifinal 2
| Ida; 1 de junio de 2024, 18:30 | R. C. Celta de Vigo "B" | 2:2 (1:0) | Málaga C. F.                              | Estadio Municipal de Balaídos, Vigo |                             |
|                                | Alfon 15' · Durán 90+3' | Reporte   | Genaro 48' · Roberto Fernández 61' (pen.) | Árbitro(s): Bestard Servera         | Árbitro(s): Bestard Servera |

| Vuelta; 8 de junio de 2024, 19:30 | Málaga C. F.               | 2:1 (0:1) (Global 4:3) | R. C. Celta de Vigo "B" | Estadio La Rosaleda, Málaga |                         |
|                                   | Roberto Fernández 58', 88' | Reporte                | Alfon 16'               | Árbitro(s): Muñiz Muñoz     | Árbitro(s): Muñiz Muñoz |

| Pasa a la final Málaga C. F. |

#### Semifinal 3
| Ida; 2 de junio de 2024, 17:00 | S. D. Ponferradina | 0:1 (0:0) | Córdoba C. F.       | Estadio El Toralín, Ponferrada |                           |
|                                |                    | Reporte   | Carlos Albarrán 49' | Árbitro(s): López Jiménez      | Árbitro(s): López Jiménez |

| Vuelta; 9 de junio de 2024, 20:15 | Córdoba C. F.                         | 2:1 (1:0) (Global 3:1) | S. D. Ponferradina | Estadio Nuevo Arcángel, Córdoba |                            |
|                                   | Antonio Casas 6' · Kike Márquez 90+3' | Reporte                | Borja Valle 62'    | Árbitro(s): Campos Salinas      | Árbitro(s): Campos Salinas |

| Pasa a la final Córdoba C. F. |

#### Semifinal 4
| Ida; 2 de junio de 2024, 19:15 | U. D. Ibiza | 1:2 (1:1) | Barça Atlètic                  | Can Misses, Ibiza              |                                |
|                                | Cedric 11'  | Reporte   | Pau Víctor 14' · Marc Guiu 55' | Árbitro(s): Sánchez Villalobos | Árbitro(s): Sánchez Villalobos |

| Vuelta; 8 de junio de 2024, 19:30 | Barça Atlètic                                                   | 5:3 (1:2) (Global 7:4) | U. D. Ibiza                       | Estadio Johan Cruyff, Sant Joan Despí |                        |
|                                   | Marc Guiu 45+3' · Pau Víctor 52' · Unai Hernández 58', 60', 62' | Reporte                | Escassi 18', 44' · Rubén Díez 66' | Árbitra: Huerta De Aza                | Árbitra: Huerta De Aza |

| Pasa a la final Barça Atlètic |

### Finales

#### Final 1
| Ida; 15 de junio de 2024, 20:30 | Málaga C. F.                 | 2:1 (1:0) | Gimnàstic de Tarragona | Estadio La Rosaleda, Málaga    |                                |
|                                 | Roberto Fernández 45+2', 56' | Reporte   | 46' David Concha       | Árbitro(s): Palencia Caballero | Árbitro(s): Palencia Caballero |

| Vuelta; 22 de junio de 2024, 21:00 | Gimnàstic de Tarragona | 2:2 (0:0) (Global 3:4) | Málaga C. F. | Nou Estadi Costa Daurada, Tarragona |                             |
|                                    |                        | Reporte                |              | Árbitro(s): Mallo Fernández         | Árbitro(s): Mallo Fernández |

#### Final 2
| Ida; 16 de junio de 2024, 20:00 | Barça Atlètic | 1:1 (0:1) | Córdoba C. F. | Estadio Johan Cruyff, Sant Joan Despí |                         |
|                                 | Román 88'     |           | 8' Toril      | Árbitro(s): Ramo Andrés               | Árbitro(s): Ramo Andrés |

| Vuelta; 23 de junio de 2024, 20:00 | Córdoba C. F. | 2:1 (1:1) (Global 3:2) | Barça Atlètic | Estadio Nuevo Arcángel, Córdoba |                             |
|                                    | 2             |                        | 1             | Árbitro(s): Muresan Muresan     | Árbitro(s): Muresan Muresan |

| Ascienden a Segunda División Málaga C. F. Córdoba C. F. |

## Clasificados para laCopa del Rey 2024-25
Se clasifican los cinco mejores equipos de cada grupo (salvo los filiales, ya que no participan en dicha competición).
| Bandera de Galicia           | Bandera de Cataluña    | Bandera de Castilla y León | Bandera de Castilla y León   | Bandera de Castilla y León    |
| R. C. Deportivo de La Coruña | Gimnàstic de Tarragona | S. D. Ponferradina         | Cultural y Deportiva Leonesa | Unionistas de Salamanca C. F. |
| 1.º Grupo 1                  | 2.º Grupo 1            | 5.º Grupo 1                | 6.º Grupo 1                  | 7.º Grupo 1                   |

| Bandera de la Comunidad Valenciana | Bandera de Andalucía | Bandera de Andalucía | Bandera de las Islas Baleares | Bandera de Ceuta  |
| C. D. Castellón                    | Córdoba C. F.        | Málaga C. F.         | U. D. Ibiza                   | A. D. Ceuta F. C. |
| 1.º Grupo 2                        | 2.º Grupo 2          | 3.º Grupo 2          | 4.º Grupo 2                   | 5.º Grupo 2       |